# Mola de Nadell
La Mola de Nadell és una muntanya de 582 metres que es troba al municipi de Vandellòs i l'Hospitalet de l'Infant, a la comarca catalana del Baix Camp.